# Imre Kertész
Imre Kertész [ˈimrɛ ˈkɛrteːs] (Boedapest, 9 november 1929 – aldaar, 31 maart 2016) was een Hongaarse schrijver. Hij overleefde de Holocaust en won de Nobelprijs voor Literatuur (2002).

## Leven
Kertész werd in 1944 door de Duitse bezetter vanwege zijn Joodse afkomst naar het concentratiekamp Auschwitz afgevoerd, vervolgens naar het kamp Buchenwald en het kamp Tröglitz/Rehmsdorf bij Zeitz. Na het behalen van zijn middelbareschooldiploma in 1948 werkte hij voor de kranten Világosság en Esti Budapest. In 1951 werkte hij een tijdje als fabrieksarbeider. Van 1951 tot 1953 was hij medewerker bij het Ministerie van Metallurgie en Werktuigindustrie. Vervolgens zat hij twee jaar in militaire dienst. Daarna werd hij beroepsschrijver en vertaler.

## Werken
Aanvankelijk wilde men zijn boek Sorstalanság, dat de ervaringen beschrijft van een vijftienjarige jongen in bovengenoemde concentratiekampen, niet uitgeven, wegens vermeend gebrek aan niveau. Uiteindelijk kwam het in 1975 uit (vert. Henry Kammer: Onbepaald door het lot, 1995). Onder de naam Fateless is het boek verfilmd (2005, regisseur Lajos Koltai). Sorstalanság vond in het begin geen grote weerklank. Kertész schreef over dit gebrek aan erkenning in A kudarc uit 1988 (vert. Henry Kammer: Het fiasco, 1998). In 1990 verscheen Kaddis a meg nem született gyermekért (vert. Kammer: Kaddisj voor een niet geboren kind, 1994). De drie genoemde boeken worden als een trilogie gezien.
Andere prozawerken van Kertész zijn A nyomkereső uit 1977 (vert. Kammer: Sporenzoeker, 2004) en Az angol lobogó uit 1991. Een soort dagboek in romanvorm is Gályanapló van 1992 (vert. Kammer: Dagboek van een galeislaaf, 2003). Valaki más: a változás krónikája van 1997 bestaat uit aantekeningen uit de jaren 1991-1995. Zijn lezingen en essays zijn verzameld in A Holocaust mint kultúra uit 1993, in A gondolatnyi csend, amíg a kivégzőosztag újratölt (1998) en in A száműzött nyelv uit 2001.
Zijn werken zijn in vele talen vertaald. Kertész' werk werd aanvankelijk niet erg erkend in Hongarije, waarop hij naar Berlijn verhuisde. Hij schreef nog wel steeds in het Hongaars en stuurde zijn manuscripten ook naar uitgevers in Hongarije.

## Schrijverschap
In de werken van Kertész staat de Holocaust centraal. Hij zag Auschwitz, oftewel de meedogenloze vervolging van en moord op de Joden niet als een toevallige gebeurtenis, maar eerder als een gevolg van de ontmenselijking in de moderne tijd. Niet alleen het nationaalsocialisme, maar ook het communisme zag hij als totalitaire staatsvorm die tot vernedering van de mens leidt. De mens, die ervoor moet kiezen slachtoffer of dader te worden. Collaboratie en compromissen waren nodig om te overleven.
Kertész was niet negatief over zijn periode in Auschwitz en Buchenwald. Tegen Newsweek zei hij in 2002: "Ik beleefde mijn meest wezenlijke geluksmomenten in het concentratiekamp. Je kunt je niet indenken wat het betekent om in het kampziekenhuis te mogen liggen, of om tien minuten pauze te krijgen van onbeschrijflijke arbeid. Om zo dicht bij de dood te staan, is ook een soort geluk. Alleen al het overleven is de grootste vrijheid die je kunt beleven".

## Overleden
In 2012 keerde hij om gezondheidsredenen vanuit Berlijn terug naar Boedapest. Hij overleed daar in 2016 op 86-jarige leeftijd.

## In het Nederlands vertaalde werken
- Kaddisj voor een niet geboren kind. Henry Kammer, 1994. Van Gennep, Amsterdam.
- Onbepaald door het lot. Henry Kammer, 1995. Van Gennep, Amsterdam.
- Het fiasco. Henry Kammer, 1999. Van Gennep, Amsterdam.
- Ik, de ander. Henry Kammer, 2001. Van Gennep, Amsterdam.
- Dagboek van een galeislaaf. Henry Kammer, 2003. Van Gennep, Amsterdam.
- Sporenzoeker. Henry Kammer, 2004. Van Gennep, Amsterdam.
- Liquidatie. Mari Alföldy, 2004. De Bezige Bij, Amsterdam.
- (Met Péter Esterházy:) Een verhaal, twee verhalen. Robert Kellermann en Henry Kammer, 2004. De Arbeiderspers, Amsterdam-Antwerpen.
- De verbannen taal. Mari Alföldy, 2005. De Bezige Bij, Amsterdam.
- De samenzwering. Henry Kammer, 2005. De Bezige Bij, Amsterdam.
- Dossier K. Een onderzoek. Mari Alföldy, 2007.  De Bezige Bij, Amsterdam.

- Bibsys: 90855710
- Biblioteca Nacional de Chile: 000333739
- Biblioteca Nacional de España: XX1028312
- Bibliothèque nationale de France: cb12356611r (data)
- Catàleg d'autoritats de noms i títols de Catalunya: 981058517324306706
- CiNii: DA12498135
- Digitale Bibliotheek voor de Nederlandse Letteren: kert002
- Gemeinsame Normdatei: 119204290
- International Standard Name Identifier: 0000 0001 2148 6458
- Library of Congress Control Number: n91126249
- Nationale Bibliotheek van Letland: 000112681
- MusicBrainz: 09ad4ea3-7f5f-4fd3-8c1f-118af122957c
- Bibliotheek van het Japanse parlement: 00930415
- Nationale Bibliotheek van Tsjechië: jn20000603353
- Nationale bibliotheek van Australië: 43250807
- Nationale Bibliotheek van Israël: 987007263723405171
- Nationale Bibliotheek van Polen: a0000001686747
- Nationale en Universitaire bibliotheek Zagreb: 000309305
- Nederlandse Thesaurus van Auteursnamen: 071390820
- Istituto Centrale per il Catalogo Unico: VIAV101957
- LIBRIS: 239160
- Système universitaire de documentation: 032559542
- Trove: 1458983
- Virtual International Authority File: 116884614
- WorldCat: E39PBJkT9pjFD4PVpGH66qJqwC

1901: Prudhomme ·
1902: Mommsen ·
1903: Bjørnson ·
1904: Mistral, Echegaray ·
1905: Sienkiewicz ·
1906: Carducci ·
1907: Kipling ·
1908: Eucken ·
1909: Lagerlöf ·
1910: Heyse ·
1911: Maeterlinck ·
1912: Hauptmann ·
1913: Tagore ·
1915: Rolland ·
1916: Heidenstam ·
1917: Gjellerup, Pontoppidan ·
1919: Spitteler ·
1920: Hamsun ·
1921: France ·
1922: Benavente ·
1923: Yeats ·
1924: Reymont ·
1925: Shaw ·
1926: Deledda ·
1927: Bergson ·
1928: Undset ·
1929: Mann ·
1930: Lewis ·
1931: Karlfeldt ·
1932: Galsworthy ·
1933: Boenin ·
1934: Pirandello ·
1936: O'Neill ·
1937: Gard ·
1938: Buck ·
1939: Sillanpää ·
1944: Jensen ·
1945: Mistral ·
1946: Hesse ·
1947: Gide ·
1948: Eliot ·
1949: Faulkner ·
1950: Russell ·
1951: Lagerkvist ·
1952: Mauriac ·
1953: Churchill ·
1954: Hemingway ·
1955: Laxness ·
1956: Jiménez ·
1957: Camus ·
1958: Pasternak ·
1959: Quasimodo ·
1960: Perse ·
1961: Andrić ·
1962: Steinbeck ·
1963: Seferis ·
1964: Sartre (geweigerd) ·
1965: Sjolochov ·
1966: Agnon, Sachs ·
1967: Asturias ·
1968: Kawabata ·
1969: Beckett ·
1970: Solzjenitsyn ·
1971: Neruda ·
1972: Böll ·
1973: White ·
1974: Johnson, Martinson ·
1975: Montale ·
1976: Bellow ·
1977: Aleixandre ·
1978: Singer ·
1979: Elýtis ·
1980: Miłosz ·
1981: Canetti ·
1982: García Márquez ·
1983: Golding ·
1984: Seifert ·
1985: Simon ·
1986: Soyinka ·
1987: Brodsky ·
1988: Mahfoez ·
1989: Cela ·
1990: Paz ·
1991: Gordimer ·
1992: Walcott ·
1993: Morrison ·
1994: Oë ·
1995: Heaney ·
1996: Szymborska ·
1997: Fo ·
1998: Saramago ·
1999: Grass ·
2000: Gao ·
2001: Naipaul ·
2002: Kertész ·
2003: Coetzee ·
2004: Jelinek ·
2005: Pinter ·
2006: Pamuk ·
2007: Lessing ·
2008: Le Clézio ·
2009: Müller ·
2010: Vargas Llosa ·
2011: Tranströmer ·
2012: Mo ·
2013: Munro ·
2014: Modiano ·
2015: Aleksijevitsj ·
2016: Dylan ·
2017: Ishiguro ·
2018: Tokarczuk ·
2019: Handke ·
2020: Glück ·
2021: Gurnah ·
2022: Ernaux ·
2023: Fosse ·
2024: Kang ·